# Dödsbädd

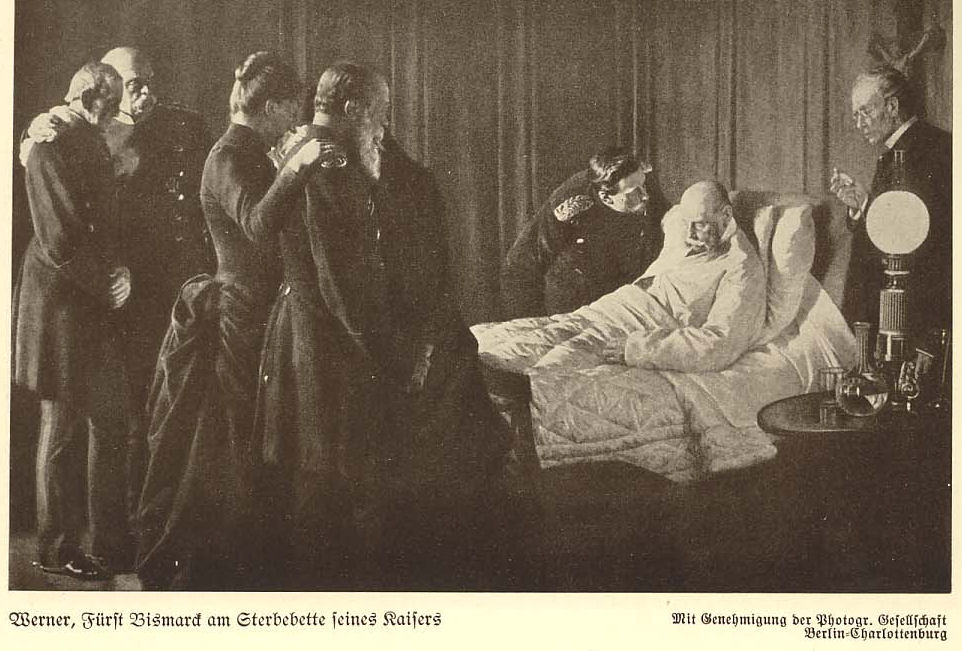
Kejsar Vilhelm I:s dödsbädd. Från vänster fältmarskalk Moltke, rikskansler & ministerpresident Otto von Bismarck, kronprinsessan Victoria av Sverige (dotterdotter), hennes far storhertig Fredrik I av Baden (svärson) med storhertiginnan Louise av Baden (Vilhelm I:s dotter), prins Vilhelm (II) av Preussen (sonson) vid dennes dödsbädd (med sin sista underskrift) år 1888.

Dödsbädd är dels den säng där en döende ligger, dels vanligen ett bildligt använt uttryck för den sista tiden i en människas liv. Uttrycket är belagt sedan 1800-talet.

## Ritualer

### Sverige

#### Medeltiden
Under medeltiden (400-talet till 1400-talet) i Sverige var döden ständigt nära. Detta eftersom människor avled i sina hem och även den efterföljande begravningsfesten hölls i hemmet. När en person låg på sin dödsbädd, låg för döden, ansågs det viktigt att den döende blev väl förberedd inför det som skulle inträffa. Detta inkluderade att få ta avsked av sina närmaste släktingar liksom att få delge vad man tänkt  skulle hända med det man ägde.
Kristendomen med tron på ett liv efter döden, himlen, skärselden eller helvetet, bidrog till flera ritualer. En präst tillkallades och gav den döende möjlighet till bikt och den sista smörjelsen. Den döende fick också ett dödsljus i handen och blicken skulle helst vara riktad mot ett kors. Därefter skulle prästen smörja den döende i pannan och på händerna med vigd olja. När andningen upphört välsignade prästen kroppen med bön, sång och vigvatten. Därefter tvättades kroppen och sveptes. En likvaka hölls under natten och kyrkklockor ringde på dödsdagen och under begravningen, allt i syfte att "hålla djävulen borta och hjälpa den döde på färden mot himmelriket".

#### Allmoge-Sverige
Under perioden från mitten av 1600-talet till sekelskiftet 1900 var döden fortfarande ständigt närvarande. Bland allmogen hade en tro på döda som användbara och botande växt fram. Fortsatt avled de flesta i hemmet och prästen var en viktig del i ritualen kring de döende och döda. En person på sin dödsbädd skulle inte lämnas ensam, anhöriga vakade. Förutom vid böneläsning skulle rummet vara tyst. Tiden innan en person avled ansågs vara en strid om den döendes själ mellan onda och goda makter. Efter att personen avlidit vidtog en lång process av ritualer vars syfte var att föra den avlidne till graven. Innan gravsättningen ansågs liket vara farligt, den döde var inte levande, men inte heller fullt ut en av de döda.